# Canal de Navios de Manchester
O Canal de Navios de Manchester é uma via navegável interior de 36 milhas (58 km) no Noroeste da Inglaterra que liga Manchester ao Mar da Irlanda. Começando no estuário de Mersey em Eastham, perto de Ellesmere Port, Cheshire, geralmente segue as rotas originais dos rios Mersey e Irwell através dos condados históricos de Cheshire e Lancashire. Vários conjuntos de eclusas elevam os navios a cerca de 18 metros até o terminal do canal em Manchester. Pontos de referência ao longo de sua rota incluem o Aqueduto Barton Swing, o único aqueduto giratório do mundo, e Trafford Park, a primeira propriedade industrial planejada do mundo e ainda a maior da Europa.
Os rios Mersey e Irwell foram tornados navegáveis pela primeira vez no início do século XVIII. As mercadorias também eram transportadas na extensão Runcorn do Canal Bridgewater (de 1776) e da Liverpool and Manchester Railway (de 1830), mas no final do século 19 a Mersey and Irwell Navigation havia caído em desuso e muitas vezes era inutilizável. Além disso, a comunidade empresarial de Manchester considerou excessivas as taxas impostas pelas docas de Liverpool e pelas companhias ferroviárias. Um canal de navios foi, portanto, proposto para dar às embarcações oceânicas acesso direto a Manchester. A região sofria com a Grande Depressão; os proponentes do canal argumentaram que o esquema aumentaria a concorrência e criaria empregos. Eles conquistaram apoio público para o esquema, que foi apresentado pela primeira vez ao Parlamento como um projeto de lei em 1882. Diante da forte oposição de Liverpool, os apoiadores do canal não conseguiram obter a Lei do Parlamento necessária para permitir que o esquema fosse adiante até 1885.
A construção começou em 1887; demorou seis anos e custou £ 15 milhões (equivalente a cerca de £ 1,65 bilhão em 2011). Quando o canal de navios foi inaugurado em janeiro de 1894, era o maior canal de navegação fluvial do mundo e permitiu que o novo porto de Manchester se tornasse o terceiro porto mais movimentado da Grã-Bretanha, apesar de estar a cerca de 40 milhas (64 km) para o interior. As mudanças nos métodos de navegação e o crescimento da conteinerização durante as décadas de 1970 e 1980 significaram que muitos navios agora eram grandes demais para usar o canal e o tráfego diminuiu, resultando no fechamento das docas do terminal em Salford. Embora capaz de acomodar navios de navios costeiros a navios de carga intercontinentais, o canal não é grande o suficiente para a maioria das embarcações modernas. Em 2011, o tráfego havia diminuído de seu pico em 1958 de 18 milhões de toneladas longas (20 milhões de toneladas curtas ) de carga a cada ano para cerca de 7 milhões de toneladas longas (7,8 milhões de toneladas curtas). O canal agora é propriedade privada da Peel Holdings, cujos planos incluem redesenvolvimento, expansão e um aumento no transporte de 8 000 contêineres por ano para 100 000 até 2030 como parte de seu projeto Atlantic Gateway.

## Mapas
| O percurso completo e cais do canal em 1894 |